# Samppa Lajunen
Samppa Lajunen, född 23 april 1979 i Åbo, Finland, är en finländsk tidigare utövare av nordisk kombination som var framgångsrik kring år 2000.
Samppa Lajunen var 17 år när han vann världscupen i nordisk kombination för första gången, 1997. Under de närmaste åren var han den ständiga tvåan, med silver i Gundersen i olympiska vinterspelen 1998, juniorvärldsmästerskapen 1998, världsmästerskapen 1999 och i både Gundersen och Sprint i världsmästerskapen 2001. Han blev dock segrare av den totala världscupen 1999/2000. Och inför Nordisk kombination vid olympiska vinterspelen 2002 i Salt Lake City hade han 14 världscupsegrar. I spelen bröt han sin trend som ständig tvåa i stora mästerskap när han tog guld i samtliga tre grenar under spelen, Gundersen, Sprint och lagtävlingen.

## Meriter

### Olympiska spel
Lajunen deltog i sitt första olympiska spel 1998 i Nagano där han tog två silver, i Gundersen och i lagtävlingen där han tävlade med Jari Mantila, Tapio Nurmela och Hannu Manninen. I spelen 2002 i Salt Lake City tog han samtliga tre guld, i Sprint, Gundersen och i lagtävlingen där han vann tillsammans med Jari Mantila, Hannu Manninen och Jaakko Tallus.

### Världsmästerskap
I världsmästerskap har Lajunen totalt åtta medaljer varav fyra är individuella. Han har tagit medalj i fyra världsmästerskap. Han har enbart ett guld, det i lagtävlingen från 1999 i Ramsau am Dachstein. Sin första medalj tog han 1997, i Trondheim, i lagtävlingen där han blev tvåa med det finska laget.

### Världscupen
I världscupen har Lajunen totalt 20 segrar, en i distans, 10 i Sprint och nio i Gundersen. Han har segrat i den totala världscupen säsongerna 1996/1997 och 1999/2000.

#### Världscupsegrar
| Datum            | Ort               | Disciplin |
| ---------------- | ----------------- | --------- |
| 5 januari 1997   | Schonach          | Gundersen |
| 14 januari 1997  | Val di Fiemme     | Gundersen |
| 28 november 1997 | Rovaniemi         | Sprint    |
| 30 januari 1999  | Chaux-Neuve       | Gundersen |
| 6 mars 1999      | Lahtis            | Gundersen |
| 11 december 1999 | Vuokatti          | Sprint    |
| 21 december 1999 | Steamboat Springs | Sprint    |
| 3 januari 2000   | Oberwiesenthal    | Sprint    |
| 11 januari 2000  | Val di Fiemme     | Gundersen |
| 16 januari 2000  | Breitenwang       | Sprint    |
| 8 februari 2000  | Nozawaonsen       | Sprint    |
| 26 februari 2000 | Chaux-Neuve       | Gundersen |
| 17 mars 2000     | St. Moritz        | Gundersen |
| 9 december 2001  | Štrbské Pleso     | Sprint    |
| 1 mars 2002      | Lahtis            | Gundersen |
| 3 mars 2002      | Lahtis            | Sprint    |
| 13 mars 2002     | Trondheim         | Sprint    |
| 14 december 2002 | Harrachov         | Gundersen |
| 8 januari 2003   | Ramsau            | Sprint    |
| 23 januari 2004  | Nayoro            | Distans   |

### Juniorvärldsmästerskapen
Lajunen har tre medaljer från juniorvärldsmästerskapen. Ett guld i Gundersen från 1999 i Saalfelden, Österrike. Ett guld i lag och ett silver i Gundersen från 1998 i St. Moritz och Pontresina, Schweiz.